# Palpimanus canariensis
Palpimanus canariensis is een spinnensoort uit de familie Palpimanidae. De soort komt voor in de Canarische Eilanden.